# Karpasshalvön
Karpasshalvön (eller Karpazhalvön) är en halvö i norra Cypern. Halvöns största stad heter Rizokarpaso. Halvön ockuperas sedan Cypernkrisen 1974 av Turkiet och är numera en del av Nordcypern.